# 真夜中

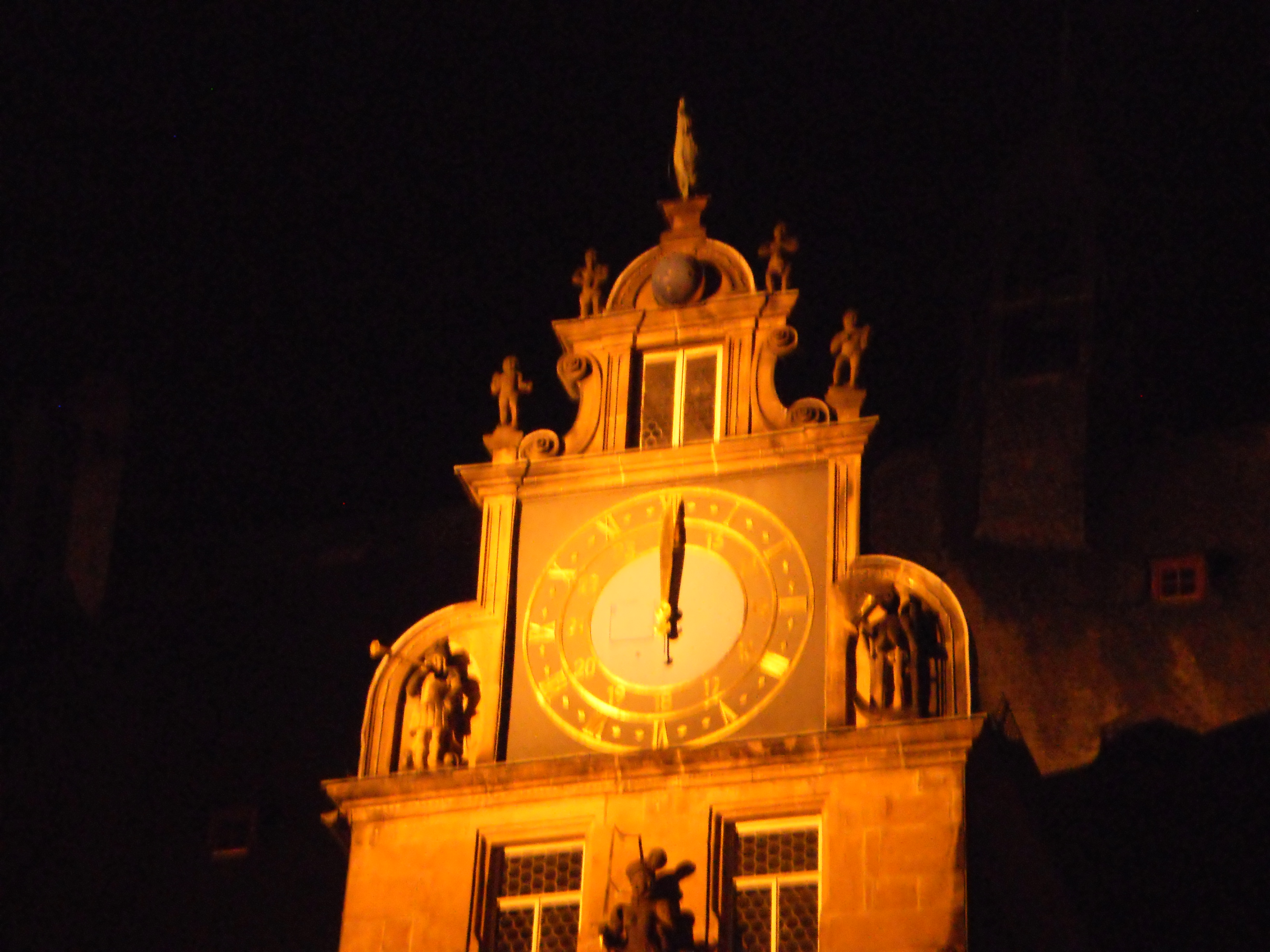
真夜中（正子）を示す時計（ドイツ・マールブルク市庁舎）

真夜中（まよなか、英語: midnight（ミッドナイト））とは、夜の中間点である。正子（しょうし）、子夜（しや）、「24時」（24時間制や30時制など）、（夜/夜中の/深夜/未明）「12時」（12時間制）、（同/午前）「0時」ともいう。

## 概要
真夜中の語は深夜（しんや）、深更（しんこう）、夜半（やはん）（日本の気象庁では「夜半」を「0時の前後それぞれ30分間くらいを合わせた1時間くらい。」としている。）と同様に夜深くの時間帯を幅広く指す場合があり、曖昧である。したがって、夜の正12時（午前0時）をいう場合は、「正子（しょうし）」を使う方が紛れがない。なお、正子の対義語は「正午（しょうご）」で、昼の中間点をいう。
現代では、どの文化や分野でも、公式には日界（1日の始点・終点）を正子（夜の正12時）とすることがほとんどであり、これを常用時という。しかし天文学ではかつては正午（昼の12時）が日界であった（天文時）。ユリウス日における日の起点が正午であるのもこのためである。

## 語源
昼の正12時（午後0時）を正午（しょうご。午（うま）の刻）と言うように、夜の正12時（午前0時）を正子（しょうし。子（ね）の刻）と言う。時刻を十二支で表したとき、日没と日の出の中間が〈子〉であり、日の出と日没の中間が〈午〉だからである（十二時辰#時刻との対応）。

## 日界　正午から正子へ
通常用いられる日付と時刻では、正子（真夜中の正12時）が日界（1日の始まり）である。しかし、天文学ではクラウディオス・プトレマイオスの創始以来、日界を正午（昼の正12時）とする「天文時」（astronomical time）を使っていた。これは夜間観測中に日付けが変わる不便を避けるためであった。そして、この「天文時」に対して、正子に1日が始まる、普通に用いられる時刻系を「常用時」と称していた。
天文時は紛らわしいので、1924年末で廃止され（詳細は、グリニッジ標準時#天文時の廃止を参照。）、1925年1月1日以降は、天文学においても常用時が採用された。このため、正子がどちらの日に属するものかを区別する方法が必要となる。

## 正子の時刻表現と正午
24時間表記では、単純に「00:00」「0:00」（0時）で足りる。ただし便宜上「24:00」（24時）とする場合もある。
30時間表記では、「今日の24:00」が「24時間表記の明日の00:00」となる。

### 日本式12時間表記
「午前0時」「深夜0時」など。「正子」は天文学の世界などでしか使われない。「午後0時」も滅多に使われることがない。『太政官達第337号』によると、真夜中に対しては「午前0時」「午後12時」という2つの言い方が書かれているが、正午に対しては「午前12時」という言い方だけしか書かれていない。

### 英米式12時間表記
英米の12時間表記の場合、正午には'noon' ' midday' や '12 noon'、24:00 には'midnight' や '12 midnight' という表記をすることで区別をつけている。
その一方で、コンピュータやデジタル時計においては、正子は "12:00 a.m." と、正午は "12:00 p.m." と表示している。しかし、この表記方法は直感的でないと感じる人も多い。これらの表記法では正子と正午の区別は曖昧で不明確である。実際、12:00 を表すときに"a.m."や"p.m."を用いるのは不適切である。そもそもこれらの略語は、正午前と正午後が原義である。正午は前でも後でもないのであるから、どちらの略語を用いてもおかしい。同様に、正子も正午から12時間前でもあり12時間後でもあるので不適切となる。これらを誤解なく表すには以下の方法がある。
1. 24時間表記か30時間表記を使う
2. "12 noon"と"12 midnight" を使う。
3. 正子ならばどの2日の間かを明示する。
4. "12:01 a.m." や "11:59 p.m." をあえて用いる - 旅行業で一般的なものであり、特に列車や飛行機のスケジュールに混乱を招かないために用いられる[7]。また酒場などの法定営業時間の条文も「11:59pmまで」のような表現が用いられる。

「真夜中」に相当する英語のmidnightも多義語であり、文脈によって意味が異なる。「at midnight」の場合は、正子を意味するが、the midnight hoursは、深夜を意味する。
正子を意味する場合のmidnightは、主に西洋文化を中心として、1日の終わりと次の日の始まりを定義するのに適宜用いられていた時刻である。これは、日が変わる午前0時と思われがちであるが、天文学的には日の入りと日の出の中間点は0時とは限らず、季節変動がある。本項では、midnightに相当する概念について、これらの点を単なる「夜」や「0時」と区別する。
solar midnightは、正子（午前0時）に当たる時刻で、太陽が天底に最も近づく時刻であり、夜のうち日暮れや夜明けから最も離れた時刻である。各地域の時間帯が存在する関係で、時計における時刻と太陽が子午線を通るmidnight は厳密にはずれていることが多いものの、数多くのサイトが太陽時での計算を行っている。このsolar midnightは、時間帯よりもむしろ経度に依存する。
英語圏の他、12時間表記はアルメニア、ギリシャ、南米にも見られる。

### 1日の始まりでない場合
暦 の上で1日の始まりとして異なる時刻を用いている宗教もいくつかある。例えば、イスラム暦、ユダヤ暦、教会暦では、日没時（正酉。夕方の18時）が1日の始まりである（クリスマス・イヴ#日付を参照）。
北米においては、1日の始まりとして2 - 5時の間を指す人が多い。これは、正子を超えて仕事をする労働者が多く存在することによる。多数のテレビ局もこの慣習に従って広告をしている。イギリスでは、テレビ局やラジオ局は午前6時を1日の始まり・終わりとみなしている。日本の放送局では、午前5時（29時間制、29時制）、午前6時（30時間制、30時制）や、深夜・早朝の特定の時刻、または放送終了までを区切りとする場合がある。

## 文化における意味
江戸時代の日本では、現在の表現でいう夜の正12時に相当する正子・子の時には時の鐘を9回鳴らし、「夜九つ」または「暁九つ」と呼ばれた。これは陰陽道では奇数を縁起のよい陽の数とし、その極値が9であることによる。ちなみに夜間専用の時刻の呼び方である更点法では三更三点と三更四点の中間に当たり、また夜を5等分したうちの3番目を表す「三更」の語は漠然と「真夜中前後」を指すこともある。
日本では、子の時の次は丑の時（1-3時）、丑の刻をさらに4つに分けた第三刻（午前2時から2時30分の間）を丑三、丑三刻と呼び、この時刻を草木も眠る時間とされる。この時刻は、陰と陽の境界である丑寅の方角を鬼門としたのが時刻にも波及し、妖怪などが跋扈しやすい時刻とされた。また、この時間は日蓮正宗の天台座主が丑寅勤行を行う時間である。
ドイツ語では23時-翌日の1時までのMitternacht（真夜中）をGeisterstunde（幽霊の時間）と呼び、幽霊や悪魔、魔女の跋扈する時間とされた。
旧来の魔術的な考え方では、midnight は solar midnight、つまり、solar noonの対蹠であるとされている。これは、実世界と別世界(otherworld) を、光の近地点と暗黒の遠地点とに結び付けて考える思考軸となっている。こうして、midnight はカオス・死・黄泉の世界やミステリーを連想させるものとなった。midnightには霊魂・幽霊・悪霊・悪魔が訪れるものだと思われていた。
『原子力科学者会報』(Bulletin of the Atomic Scientists) が発表している世界終末時計においては、midnight を核戦争の時刻として象徴的に用いている。
midnightはシンデレラのような民話にも見られるように、任務を完了する期限として用いられる。